# Aldrovandia gracilis
Aldrovandia gracilis là một loài cá của họ Halosauridae. Nó được tìm thấy tềm lục địa và vực thẳm ở phía tây bắc Đại Tây Dương và Vịnh Mexico. Nó ăn sinh vật đáy không xương sống bao gồm cả động vật thân mềm hai mảnh vỏ, Amphipoda, Mysida, giun nhiều tơ và Ophiuroidea 